# 温水プール
温水プール（おんすいプール）とは、水温が常温より高いプールのこと。水の加温の仕方は、ボイラーを使用する場合、清掃工場の余熱を活用する場合、天然の温泉を利用する場合の3つに大別できる。ボイラーを用いるところでは、温かい水温を保つための維持管理作業が必要である。特に細菌を繁殖させないよう細心の注意を払っている。

## 設定温度
スイミングスクールでは、夏季は常温、冬季は温水で運用されているところが殆どである。設定温度は25度～32度ほどで、競泳の適温は25～28度（日本水泳連盟）、市民プールなどでは30度ほどである。

## 歴史
日本初の温水プールは、1917年（大正6年）7月9日、東京のYMCAに開設された。

しかし現在の総ガラス張りで、サウナなども備えた近代的な温水プール施設（スイミングスクール）が開業し始めたのは、日本経済が成長期に入った1970年代頃であり、温水プールが一般的になったのもその頃からである。1980年代後半頃からは、それまでのサウナに加え、ジャグジーを備えた施設も多くなった。

## 各地の温水プール
- サンフロッグ（愛知県春日井市）
- 小牧市温水プール（愛知県小牧市）[1]